# فيرنان-نونييز (قرطبة)
بلدية فيرنان-نونييز (بالإسبانية: Fernán-Núñez)‏، هي إحدى بلديات مقاطعة قرطبة إحدى مقاطعات إسبانيا، و التي تقع في منطقة الأندلس جنوب إسبانيا.
يبلغ عدد سكانها 9.555 نسمة وفقاً لإحصائية سنة (2007).